# Đường lối quần chúng
Đường lối quần chúng (tiếng Trung: 群众路线; Hán-Việt: Quần chúng lộ tuyến) là phương pháp chính trị, tổ chức và lãnh đạo do Mao Trạch Đông và Đảng Cộng sản Trung Quốc (ĐCSTQ) phát triển trong thời kỳ nội chiến. Nó đề cập đến việc xây dựng chính sách dựa trên lý thuyết, thực hiện dựa trên điều kiện thực tế của con người, sửa đổi lý thuyết và chính sách dựa trên thực tiễn thực tế và sử dụng lý thuyết đã sửa đổi đó làm kim chỉ nam cho thực tiễn trong tương lai. Theo thuật ngữ tư tưởng Mao Trạch Đông, nó được tóm gọn bằng câu "dựa vào quần chúng – đến từ quần chúng – đi vào quần chúng". Mao đã phát triển nó thành một phương pháp tổ chức bao gồm triết học, chiến lược, chiến thuật, nghệ thuật lãnh đạo và lý thuyết tổ chức từng được nhiều người cộng sản áp dụng sau thời kỳ nội chiến. Giới lãnh đạo ĐCSTQ thường cho rằng việc chinh phục quyền lực của họ là nhờ trung thành theo đuổi các chiến thuật "đường lối quần chúng" hiệu quả, và một đường lối quần chúng "đúng đắn" được cho là điều kiện tiên quyết cần thiết để củng cố quyền lực hoàn toàn.

## Lịch sử
Theo quan niệm ban đầu, đường lối quần chúng vừa đề cập đến mục tiêu tư tưởng vừa là phương pháp làm việc dựa trên việc "tập hợp trí tuệ của quần chúng" (giản thể: 集中群众智慧; phồn thể: 集中群眾智慧; bính âm: jízhōng qúnzhòng zhìhuì) từ đó lãnh đạo ĐCSTQ có thể xây dựng chính sách sau khi cân nhắc, điều chỉnh, thực hiện và thử nghiệm thêm, từ đó sẽ tiếp tục nhận được phản hồi từ quần chúng. Đầu tiên, một chính sách ban đầu được xây dựng dựa trên lý thuyết và phân tích lịch sử. Trong quá trình thực hiện, chính sách và lý thuyết cơ bản được sửa đổi phù hợp với điều kiện thực tế của thế giới. Lý thuyết sửa đổi này về sau trở thành kim chỉ nam cho hành động đúng đắn trong tương lai. Vì vậy, đường lối quần chúng là một phương pháp mà qua đó lý thuyết này được hoàn thiện bằng thực tiễn.
Trong nền chính trị theo chủ nghĩa Mao, đường lối quần chúng được tóm tắt qua câu "Dựa vào quần chúng – đến từ quần chúng – đi vào quần chúng". Đường lối quần chúng có đặc điểm là ĐCSTQ lắng nghe những ý kiến rải rác của người dân, biến chúng thành những ý tưởng mang tính hệ thống và trả lại cho người dân như một kim chỉ nam hành động. Quá trình "tập hợp trí tuệ của quần chúng" thông qua việc trưng cầu, tổng hợp các quan điểm cũng như điều chỉnh, kiểm nghiệm các quyết định lặp đi lặp lại theo một "vòng xoáy bất tận". Đường lối quần chúng dựa trên những cân nhắc thực dụng cũng như niềm tin hiện tại và lịch sử của Trung Quốc về tầm quan trọng của những người cai trị khôn ngoan đọc được những dấu hiệu bất bình của dân chúng để tránh thảm họa về mặt xã hội. Theo học giả Lâm Quân, quan niệm của Mao về đường lối quần chúng phản ánh niềm tin của ông vào nhân dân cũng như lý thuyết về "lịch sử từ bên dưới".
Sau khi nhận thấy rằng số lượng lớn cán bộ được đào tạo bài bản về chiến thuật đường lối quần chúng là hết sức cần thiết để ĐCSTQ xây dựng một "trật tự xã hội chủ nghĩa hoàn chỉnh", ĐCSTQ đã tăng cường chương trình đào tạo cán bộ vào năm 1950–1951 nhằm đảm bảo rằng tất cả cán bộ và công nhân khác đều được "truyền bá cẩn thận về lý luận và thực tiễn cơ bản về đường lối quần chúng theo chủ nghĩa Mác-Lênin". Từ năm 1955 đến năm 1959, đường lối quần chúng là trọng tâm cao độ khi Trung Quốc tìm cách hoàn thành quá trình tập thể hóa nông nghiệp và chuyển đổi nền kinh tế xã hội chủ nghĩa một cách rộng rãi hơn.(tr113)
Theo giáo sư Arthur Steiner của UCLA, việc đào tạo về chiến thuật đường lối quần chúng có phạm vi từ tuyên truyền đến hành chính công. Tuy nhiên, trọng tâm chính của nó là ở "lĩnh vực nhạy cảm" trong cách ĐCSTQ đối xử với đông đảo người dân Trung Quốc chưa tham gia vào chương trình cộng sản. Vào đầu thập niên 1950, vấn đề này nghiêm trọng và cấp bách đến mức lãnh đạo ĐCSTQ đã tạm thời trì hoãn một số cải cách xã hội quan trọng trong khi chờ hoàn thành chương trình đào tạo cán bộ. Steiner viết rằng Mao trở nên nổi bật trong ĐCSTQ vì ông hiểu các yêu cầu để tạo ra một tổ chức mạnh nhất có thể của quần chúng Trung Quốc trong hoàn cảnh chính trị bất ổn. Ngay từ những ngày đầu hoạt động trong tầng lớp nông dân tỉnh Hồ Nam, Mao đã rao giảng rằng ĐCSTQ phải dựa vào sức mạnh của quần chúng, phải phục vụ nhu cầu của họ, "lấy cảm hứng" từ họ và định hướng hệ tư tưởng chính trị cũng như chiến thuật tổ chức của mình dựa theo sự đáp ứng nhiệt tình của họ.
Mao từng lên tiếng chỉ trích Joseph Stalin thiếu niềm tin vào giai cấp nông dân và quần chúng nhân dân, hiểu biết máy móc về sự phát triển của chủ nghĩa xã hội và không tích cực lôi kéo quần chúng vào cuộc đấu tranh vì xã hội chủ nghĩa. Về Stalin, Mao viết vào năm 1961: "'Chính trị chỉ huy' và 'đường lối quần chúng' không được nhấn mạnh. Không có thảo luận về việc 'đi bằng hai chân', và lợi ích vật chất cá nhân được nhấn mạnh một chiều. Khuyến khích vật chất được tuyên bố và chủ nghĩa cá nhân quá nổi bật". Đường lối quần chúng là một phương pháp lãnh đạo có vẻ như tìm cách "học hỏi từ nông dân". Nguyên tắc này còn được thể hiện qua khẩu hiệu "vì nhân dân phục vụ" của Đảng(tr43)

## Sự hồi sinh trong thế kỷ 21
Một trong những đặc điểm nổi bật dưới quyền lãnh đạo quốc gia của Tổng Bí thư Đảng Cộng sản Trung Quốc Tập Cận Bình là sự hồi sinh của đường lối quần chúng trong lý thuyết và thực tiễn của ĐCSTQ. Tính đến năm 2014, sự hồi sinh này vẫn đang tiếp diễn và "không phải là một phong trào ngắn hạn" theo Nhân dân nhật báo. Một trang web chính thức mới được ra mắt chuyên tập trung vào đường lối quần chúng. Bằng cách nói của mình, Tập đã mô tả chiến dịch này dưới góc độ "thanh lọc" ĐCSTQ, thường liên quan đến việc loại bỏ "chủ nghĩa khoái lạc và sự xa hoa", mặc dù sự thanh lọc ngụ ý đôi khi được mở rộng một cách ẩn dụ cho các vấn đề như "giảm ô nhiễm không khí".
Là một phần của chiến dịch này, Tập Cận Bình đã tuyên bố rằng "Tất cả các cơ quan và đảng viên của Đảng phải tiết kiệm và kiên quyết nỗ lực chống lại sự phô trương và bác bỏ chủ nghĩa khoái lạc", dù cách giải thích ý nghĩa của điều này dường như có phần khác nhau giữa các tỉnh. Tỉnh Hà Bắc được cho là đã giảm 24% chi tiêu công cho các buổi chiêu đãi chính thức, hủy đơn đặt hàng 17.000 ô tô mới và trừng phạt 2.750 quan chức chính phủ. The Economist đã đưa ra hai ví dụ cụ thể về các hình phạt theo đường lối quần chúng mới: án tử hình treo vì tội tham nhũng dành cho Lưu Chí Quân và buộc tội cậu con trai 17 tuổi của một sĩ quan quân đội cấp cao vì bị cáo buộc có liên quan đến một vụ hiếp dâm tập thể. Có lẽ 20.000 quan chức đảng đã bị trừng phạt trong năm đầu tiên của chiến dịch hồi sinh. Một số chuyên gia về Trung Quốc lập luận rằng: "Nếu được thực hiện không phải như một công cụ tuyên truyền mà như một cơ chế kết nối và tổng hợp lợi ích, đường dây đại chúng có khả năng mang lại cho Trung Quốc những con đường dân chủ hóa thay thế".

## Kết nối với tuyên truyền
Theo Steiner, đường lối quần chúng có quan hệ mật thiết với bộ máy tuyên truyền của ĐCSTQ. Bất chấp hiệu năng khổng lồ từ bộ máy tuyên truyền của ĐCSTQ, vào tháng 1 năm 1951, Ban Chấp hành Trung ương Đảng đã ban hành một chỉ thị lên án "điểm yếu cơ bản trong tuyên truyền của Đảng" là không đưa ra được "sự hướng dẫn và kiểm soát mang tính hệ thống đối với các cấp tổ chức đảng" một cách hiệu quả".
Chỉ thị này nêu rõ: "Một trong những nhiệm vụ bẩm sinh của người Cộng sản là không ngừng nỗ lực tuyên truyền trong nhân dân để giáo dục họ, tiến hành cuộc đấu tranh không ngừng nghỉ chống lại mọi quan niệm và nguyên tắc phản động, sai lầm, đồng thời phát huy cũng như nâng cao ý thức chính trị của quần chúng". Chỉ thị còn kêu gọi thành lập mạng lưới "cán bộ tuyên truyền"—một người ở mỗi chi bộ—và "cán bộ báo cáo" ở cấp cao hơn. Hoạt động tuyên truyền phải được tiến hành trong quần chúng dưới sự kiểm soát chặt chẽ và theo "chương trình hoạt động cố định". Trong số các nhiệm vụ khác, cán bộ tuyên truyền phải duy trì "liên lạc thường xuyên với công chúng" để họ có thể "hỗ trợ Đảng lựa chọn nội dung và phương pháp tuyên truyền phù hợp qua các thời kỳ khác nhau".
Các chỉ thị trước đó đều gắn liền nhu cầu nâng cao ý thức của quần chúng bằng việc phê bình và tự phê bình trên báo chí. Các đảng viên ĐCSTQ được cho là "trải qua khóa đào tạo để đánh giá cao việc phê bình và tự phê bình trên báo chí và tạp chí định kỳ là những phương pháp cần thiết nhằm tăng cường mối quan hệ giữa Đảng và quần chúng nhân dân".

## Tổ chức quần chúng
Dưới thời Mao Trạch Đông, nhà nước hỗ trợ hàng loạt tổ chức quần chúng do ĐCSTQ điều phối thông qua hệ thống mặt trận thống nhất. Tổ chức quần chúng quan trọng nhất bao gồm số lượng lớn thành viên đến từ các nhóm xã hội lớn, bao gồm cả công nhân thông qua công đoàn, sinh viên, thanh niên và phụ nữ. Mục đích của họ là "thâm nhập vào xã hội, đưa một bộ phận lớn dân chúng vào sâu hơn trong mạng lưới của Đảng", Frederick Teiwes viết. Tuy nhiên, nỗ lực này đã bị làm cho sai lệch và mức độ bao phủ rộng hơn nhiều ở các khu vực thành thị, với những hiệp hội nông dân chỉ tồn tại lẻ tẻ.